# Казімеж Кратцер
Казімеж Кратцер (пол. Kazimierz Julian Kratzer; 2 лютого 1844, Краків — 4 листопада 1890, Варшава) — польський композитор.
Походив із відомої родини польських музикантів та композиторів. Батько Paweł Kratzer був співаком і грав на валторні. Дід Franciszek Ksawery Kratzer (1740—1818) та дядько Валентій Крацер (1780—1855) започаткували сімейну традицію. Навчався у свого дядька Валентія.
З 1857 року працював учасником балету, з 1864 — концертмейстером. З 1889 р. — заступник керівника оркестру Великого театру у Варшаві. Він писав музику для фортепіанних п'єс та мелодрам. Найвідоміші: «Над урвищем», «В руїнах». Пісні: «Скрипки-свахи», «Думка», «Я колись бачив погляд невинний», «Гренадери», «Пісня про пісню», «Її медальйон», «Любовні сни», «Ти моя мрія».